# 樫山工業
樫山工業株式会社（かしやまこうぎょう、英: KASHIYAMA INDUSTRIES, LTD.）は、長野県佐久市に本社を置く、スキー・真空機器メーカー。

## 事業
- スキー：佐久スキーガーデンパラダ運営、リフト、ゲートシステム
- 真空機器：ドライ真空ポンプ、水封式ポンプ、水ポンプ

## 概要

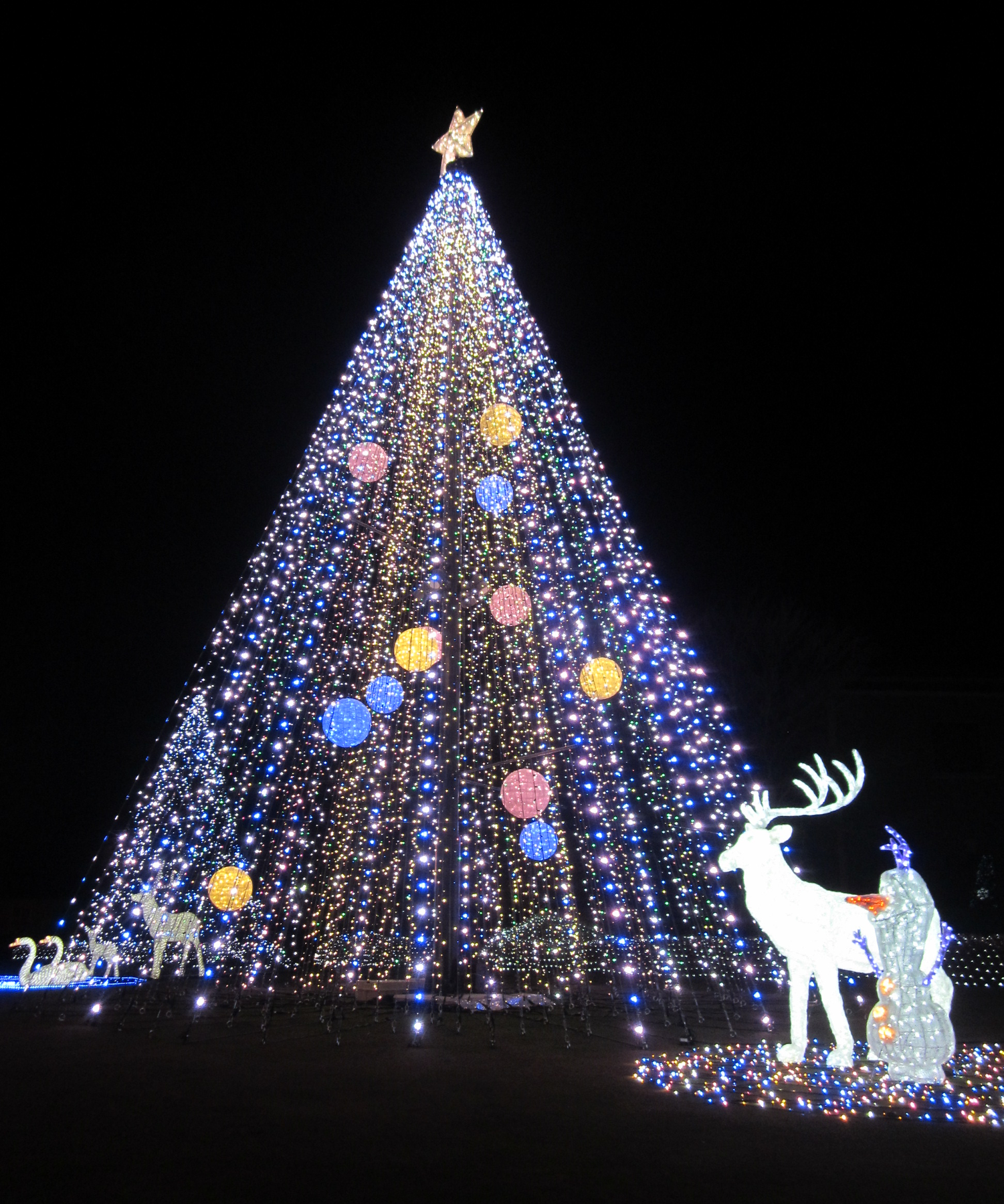
樫山工業のイルミネーション

スキー関連機器や真空機器の製造、スキー場の運営などを行なっている。
パーキングエリア直結スキー場、“佐久スキーガーデンパラダ”の運営母体でもある。
売り上げの多くを占めるポンプ事業であるが、多くは、半導体・FPD向けであり顧客の大半を日本・アジア地域に持つ。過去には、油回転ポンプ・ターボ分子ポンプも手掛けたが現在は休止中。
近年は、本社敷地内に大規模なイルミネーション（冬季）を飾り名所の一つとなってきている。
また、2011年（平成23年）7月1日に本社を東京都杉並区高円寺から長野県佐久市（旧信州工場）に移転した。